# 沃科马 (艾奥瓦州)
沃科馬（英語：Waucoma）是一個位於美國愛荷華州費耶特縣的城市。

## 地理
沃科馬的座標為43°03′25″N 92°01′57″W / 43.05694°N 92.03250°W，而該地的平均海拔高度為318米（即1043英尺）。

## 人口
根據2010年美國人口普查的數據，沃科馬的面積為1.11平方千米，當中陸地面積為1.11平方千米，而水域面積為0.00平方千米。當地共有人口257人，而人口密度為每平方千米231人。